# فن صناعة لوحات الزهور المجففة

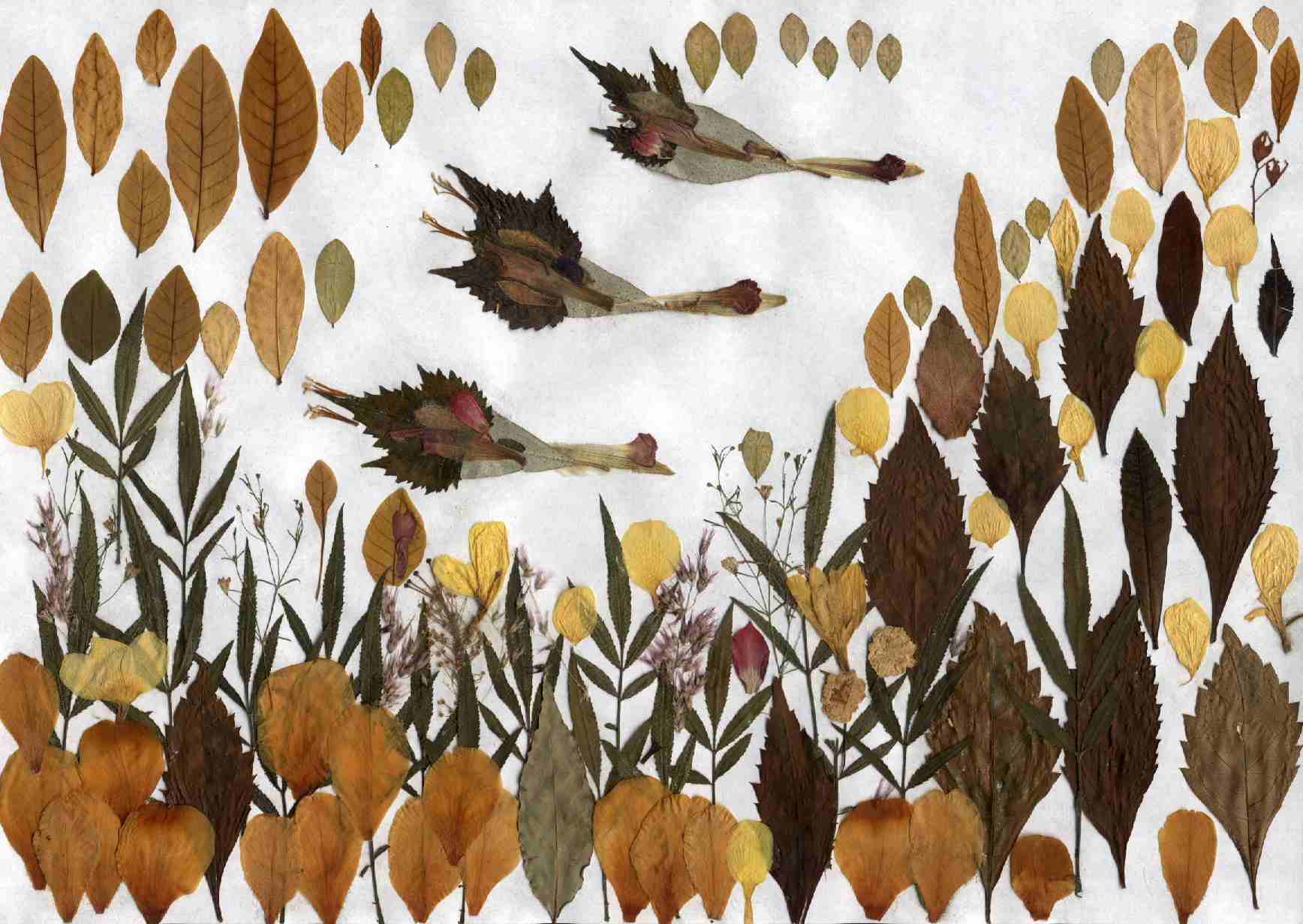
لوحة تمثل أوزاً برياً مصنوعة من الأوراق والزهور المجففة

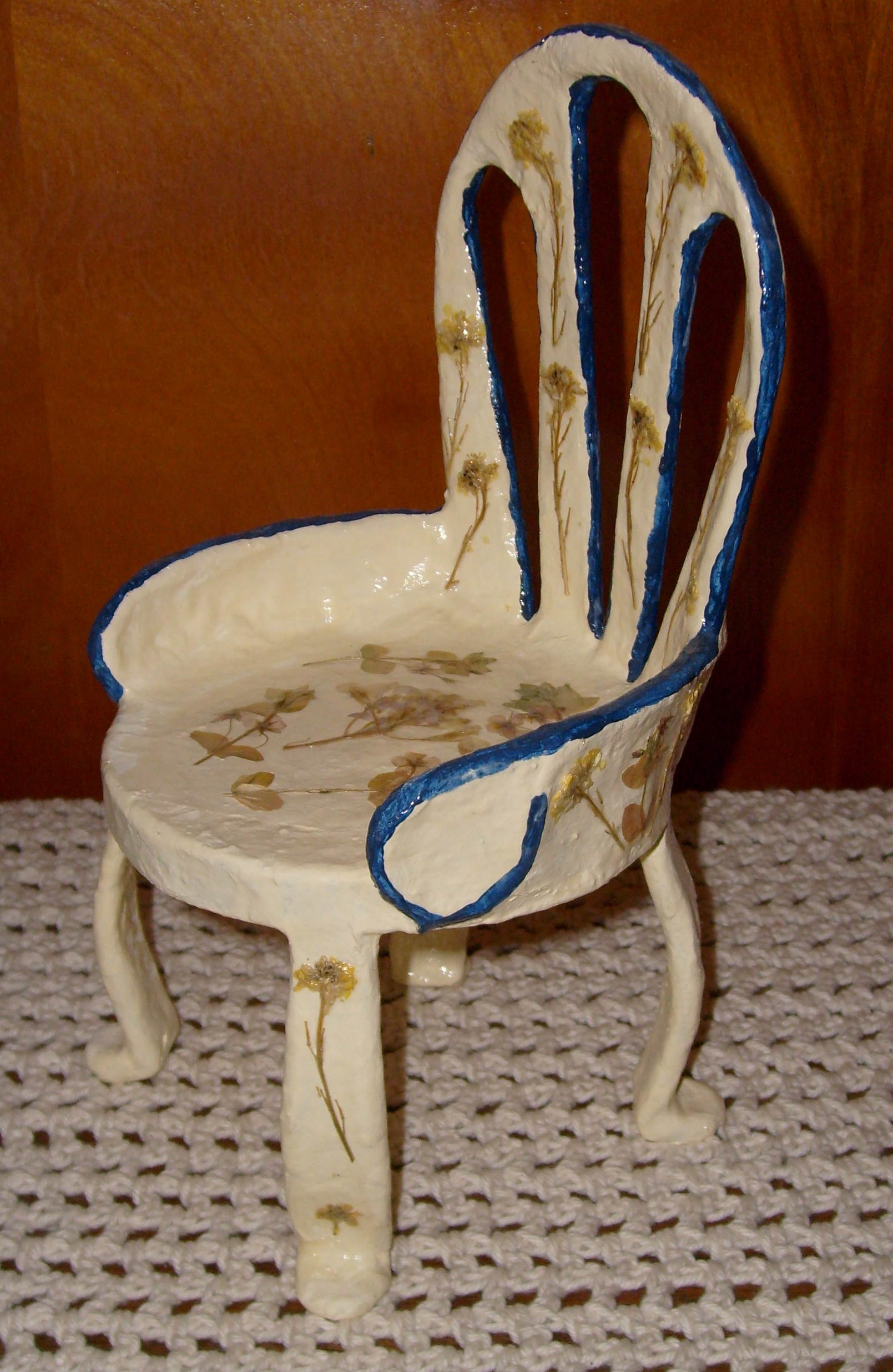
زهور مضغوطة تزين كرسي صغيرة.

تتضمن فن ضغط الزهور تجفيف بتلات الزهور والأوراق، ثم ضغطها لتصبح مسطحة وتتخلص من الرطوبة. كما تتضمن عملية الضغط تغيير الألوان بحيث تتراوح من التلاشي إلى اللون المكثف النابض.
ثم تستخدم البتلات والأوراق المضغوطة في مشاريع الأشغال اليدوية المتنوعة. فقد تُلصق على أوراق خاصة كالأوراق المصنوعة يدوياً وورق إنغريس والورق الياباني أو الورق المزخرف بواسطة ترخيم الورق. تلصق الأوراق والزهور مع الاهتمام بالتفاصيل الدقيقة. وهكذا فقد تتحول تلك الأوراق والزهور المجففة إلى شجرة أو جبل أو حيوانات.
وقد يتم استخدام الألوان المائية لتلوين خلفية اللوحية قبل لصق المواد عليها. كما يمكن استخدام ملصقات أخرى مع الزهور كالقماش المخملي أو الحرير أو القطن أو الكتان.
وقد تلصق الزهور والأوراق المجففة على لوحات خشبية مطلية باستخدام تقنية الديكوباج.
اشتهر هذا الفن في العصر الفكتوري، وقد شهد نهضة في السنوات الثلاثين الماضية. استخدم اليابانيون النباتات المضغوطة في فن أوشيبانا. وقد ألفت العديد من الكتب حول هذا الفن، كما أن هناك العديد من المواقع الإلكترونية التي تحتوي صوراً وتعليمات عنه.

## مطالعة إضافية
- Burkhart, W. Eugene, Jr. Pressed Flower Art: Tips, Tools, and Techniques for Learning the Craft. Mechanicsburg, PA: Stackpole Books, 2008.

## روابط خارجية
- تقنيات الضغط
- أمثلة على الزهور المضغوطة
- دليل استخدام الزهور المضغوطة

قالب:فن تزييني